# 玉梧琴譜
《玉梧琴譜》中国古琴谱。明万历十七年（1589）张進朝撰辑。

## 版本介绍
现存版本为上海图书馆藏。明刊本，三卷。

## 琴谱内容
卷首有明万历十七年王弘诲，王祖嫡、胡执禮等三序，另有张進朝自叙的《弹琴總说》，次为曲目，字母指法等，再次为琴曲曲谱，最后为张進朝的自跋。共收录五十二曲。